# Okoličné
Okoličné (węg. Okolicsnó) – dawniej wieś na Liptowie na Słowacji w powiecie Liptowski Mikułasz, od 1971 r. dzielnica Liptowskiego Mikułasza.

## Położenie
Położone na prawym brzegu Wagu, w widłach tej rzeki i jej prawobrzeżnego dopływu - rzeczki Smrečianka, na wysokości 598 m n.p.m., ok. 3 km na południowy wschód od centrum Liptowskiego Mikułasza. Zabudowa skupia się pomiędzy Wagiem na południu a linią kolejową Vrútky – Poprad (dawna Kolej Koszycko-Bogumińska).

## Historia
Wieś pojawiła się w zapiskach w 1248 r. Należała do szlacheckiej rodziny Okolicsányich, która ufundowała tu wybudowane w latach 1480-1492 kościół i klasztor franciszkanów. Mieszkańcy zajmowali się rolnictwem i hodowlą owiec. Od XVIII w. mieściła się tu stacja pocztowa na głównej w tamtych czasach linii z Wiednia do Koszyc. W drugiej połowie XIX w. pewien impuls do rozwoju wsi dało otwarcie (w 1871 r.) przebiegającego przez Liptów odcinka Kolei Koszycko-Bogumińskiej, z przystankiem kolejowym Okoličné.
Prawdopodobnie w Okoličnem mieścił się w XV-XVI w. artystyczny ośrodek malarski, nazywany szkołą „Majstra z Okoličnego”. Na malowidłach pochodzących z tego warsztatu możemy zobaczyć wiele szczegółów z życia ludu wiejskiego i mieszczan północnej Słowacji.

## Zabytki
Do dziś w centrum dzielnicy zachowało się szereg budynków z XVII-XIX w., tworzących dość zwarty kompleks historycznej zabudowy. Najważniejszymi zabytkami są:
- Renesansowy kasztel z pierwszej poł. XVII w., przebudowany;
- dwór szlachecki (słow. kúria) z 2 poł. XVIII w., przebudowany;
- Kościół i klasztor franciszkanów z końca XV w., później przebudowane.